# Bruce Foxton

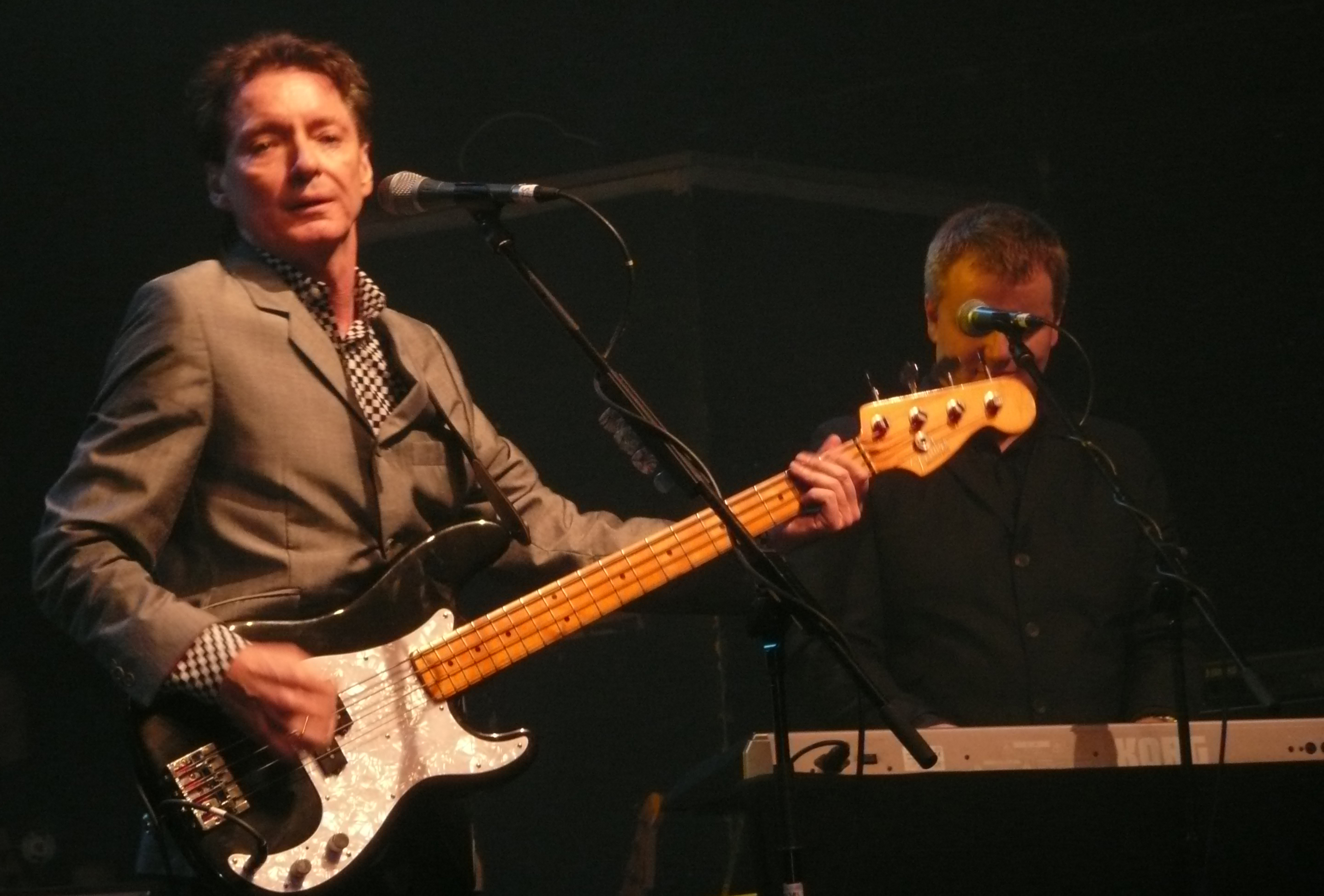
Bruce Foxton, 2007

Bruce Foxton (* 1. September 1955 in Woking, Surrey) ist ein britischer Musiker.
Den internationalen Durchbruch schaffte er als Bassist der Mod-Band The Jam. Er sang auch die Lead Vocals auf den Jam-Songs David Watts und News of the World. Letzteres war die einzige Jam-Single, die von Foxton und nicht von Paul Weller komponiert wurde.
Nach der Auflösung von The Jam versuchte sich Bruce Foxton als Solokünstler mit LP- und Single-Veröffentlichungen. Bis 2006 war er Mitglied der nordirischen Punkband Stiff Little Fingers, danach tourte er mit The Casbah Club, unter anderem als Vorgruppe von The Who.
Für Paul Wellers Soloalbum Wake Up the Nation (2010) arbeitete er zum ersten Mal seit der Trennung der Jam wieder musikalisch mit seinem ehemaligen Bandkollegen zusammen.

## From the Jam
Seit 2007 tourte Bruce Foxton mit Rick Buckler unterstützt von Russell Hastings (Gesang und Gitarre) und David Moore (Gitarre und Keyboard) erfolgreich unter dem Namen „From the Jam“. Die Gruppe spielte bei ihren Konzerten bekannte Stücke der Jam. Im November 2008 veröffentlichte die Gruppe eine Doppel-DVD eines Konzerts im „The Forum“ in London. Buckler verließ die Gruppe im September 2009 und wurde durch Mark Brzezicki ersetzt.

## Diskografie

### Alben
- Touch Sensitive (10/1983; 2001 mit Bonustracks wiederveröffentlicht)
- Back in the Room (2012)

### Singles
- Freak (07/1983; UK # 23)
- This Is the Way (10/1983; UK # 56)
- It Makes Me Wonder (04/1984; UK # 74)

| Personendaten    | Personendaten      |
| ---------------- | ------------------ |
| NAME             | Foxton, Bruce      |
| KURZBESCHREIBUNG | britischer Musiker |
| GEBURTSDATUM     | 1. September 1955  |
| GEBURTSORT       | Woking, Surrey     |